# GHD Group
GHD Group Pty Ltd (tidligere Gutteridge Haskins & Davey) er en multinational australsk konsulentvirksomhed indenfor arkitektur, design og ingeniørvidenskab.
GHD har ca. 12.000 ansatte ingeniører, arkitekter, planlæggere, forskere, projektledere, osv. på 160 kontorer på fem kontinenter, som har udført projekter i 135 lande.
GHD blev etableret som en rådgivende ingeniørvirksomhed i Melbourne i 1928 af Alan Gordon Gutteridge.